# Wulanhalaga
Wulanhalaga (kinesiska: 乌兰哈拉嘎, 乌兰哈拉嘎苏木) är en socken i Kina. Den ligger i den autonoma regionen Inre Mongoliet, i den norra delen av landet, omkring 670 kilometer nordost om regionhuvudstaden Hohhot.
Genomsnittlig årsnederbörd är 554 millimeter. Den regnigaste månaden är juni, med i genomsnitt 155 mm nederbörd, och den torraste är januari, med 4 mm nederbörd.